# Dayton (Wyoming)
Pour les articles homonymes, voir Dayton.
Dayton est une municipalité américaine située dans le comté de Sheridan au Wyoming.
Lors du recensement de 2010, sa population est de 757 habitants. La municipalité s'étend sur 0,53 milles carrés (1,37 km2).
La localité est fondée vers 1882 et nommée en l'honneur de l'un de ses fondateurs, Joe Dayton Thorne.